# Volvo 3P
Volvo 3P var en affärsenhet inom AB Volvo. Enheten utförde produktutveckling för de fyra lastbilsmärkena Volvo Lastvagnar, Renault Trucks, UD Trucks och Mack Trucks. 
Volvo 3P lades ner 2011 och all produktutveckling på lastvagnssidan sker numera i Volvo Group Trucks Technology. 
Volvo 3P bildades efter köpet av Renault Trucks, för att samordna produktutveckling och inköp.
De tre P:na står för:
Product planning (Produktplanering)
Product development (Produktutveckling)
Purchasing (Inköp)
Ibland talar man även om ett fjärde P, Product Range Management (PRM).